# انتخابات میان‌دوره‌ای زلین (۲۰۱۸)
انتخابات میان‌دوره‌ای زلین (به انگلیسی: Zlín by-election, 2018) در تاریخ ۱۸ و ۱۹ مه ۲۰۱۸ پس از استعفای فرانتیشک کوبا برگزار شد. استان زلین در جنوب شرقی منطقه تاریخی موراویا جمهوری چک قرار دارد.

## پیشینه
فرانتیشک کوبا در سال ۲۰۱۴ به عنوان کاندیدای حزب حقوق شهروندی در سنای زلین انتخاب شد. او از سال ۲۰۱۶ به دلیل مریضی کرسی اش خالی است. او در ۱۵ فوریه ۲۰۱۸ اعلام کرد که از سمت خود استعفا خواهد داد، و در ۲۸ فوریه ۲۰۱۸ استعفا داد.
بدنبال غیبت طولانی فرانتیشک کوبا که قصد کناره‌گیری و استعفایش را اعلام کرد. احزاب زلین بدنبال معرفی نامزدهای خود بودند. حزب ANO قبل از اعلام کناره‌گیری کوبا کاندید خودش را داشت اما نام وی را اعلام نکرد. حزب دموکرات‌های مدنی در آن زمان، نامزدهای احتمالی را مورد بررسی قرار داد.
شهرداران و سیاستمداران مستقل میروسلاو آدمک را به عنوان نامزد شهرداری زلین معرفی کردند. میکائلا بلا هوا نیز به عنوان کاندیدای اتحاد دموکراتهای مسیحی و حزب مردم چکسلواکی معرفی گردید. حزب سوسیال دموکرات چک قصد خود برای معرفی نامزد را اعلام کرد. حزب دزدان دریایی چک نیز تصمیم خود را برای معرفی کاندیدای متبوعش را در رسانه‌های محلی آگهی کرد.